# De levende ladder
De levende ladder is een Nederlandse stomme film uit 1913 in zwart-wit.
Het is geschiedkundig een belangrijke film, omdat het de eerste langdurige speelfilm (circa 50 min.) zou zijn waarvan het meeste nog bewaard is zoals scenario, beschrijvingen, draaiboek en filmmateriaal. Het is ook de eerste film van het distributiebedrijf Hollandia.

## Verhaal
De jonge vrouw Annie (Annie Bos) zit nietsvermoedend thuis in een molen. Als er een brand uitbreekt, heerst er grote paniek en Annie klimt naar boven en roept via het dakraam om hulp. De oplossing is nabij als er een groep mannen als een stel revueartiesten (acrobaten) op elkaar klimmen om zo een levende ladder te vormen om Annie naar beneden te krijgen.

## Rolverdeling
| Acteur            | Personage |
| ----------------- | --------- |
| Annie Bos         | Annie     |
| Alex Benno        | Janus     |
| Koba Kinsbergen   |           |
| Barend Barendse   |           |
| Louis Bouwmeester |           |